# Campionati mondiali di canoa/kayak slalom 1995
I XXIV Campionati mondiali di canoa/kayak di slalom si sono svolti a Nottingham (Regno Unito).

## Podi

### Uomini
| Evento        | Oro                                              | Perform. | Argento                                              | Perform. | Bronzo                                              | Perform. |
| Canoa         |                                                  |          |                                                      |          |                                                     |          |
| C-1           | Stati Uniti David Hearn                          |          | Germania Sören Kaufmann                              |          | Slovacchia Michal Martikán                          |          |
| C-1 a squadre | Germania Vitus Husek Sören Kaufmann Martin Lang  |          | Croazia Danko Herceg Zlatko Sedlar Stjepan Perestegi |          | Slovacchia Michal Martikán Juraj Minčík Juraj Ontko |          |
| C-2           | Polonia Kryzstof Kolomanski Michael Staniszewski |          | Francia Franck Addison Wilfrid Forgues               |          | Francia Eric Blau Bertrand Daille                   |          |
| C-2 a squadre | Rep. Ceca                                        |          | Francia                                              |          | Germania                                            |          |
| Kayak         |                                                  |          |                                                      |          |                                                     |          |
| K-1           | Germania Oliver Fix                              |          | Stati Uniti Scott Shipley                            |          | Rep. Ceca Jirí Prskávec                             |          |
| K-1 a squadre | Germania Jochen Lettman Thomas Becker Oliver Fix |          | Slovenia Fedja Marusic Marjan Strukelj Andraz Vehova |          | Regno Unito Andrew Raspin Shaun Pearce Ian Raspin   |          |

### Donne
| Evento        | Oro                                                   | Perform. | Argento                                                | Perform. | Bronzo                                                        | Perform. |
| Kayak         |                                                       |          |                                                        |          |                                                               |          |
| K-1           | Regno Unito Lynn Simpson                              |          | Francia Anne Boixel                                    |          | Germania Gordula Striepecke                                   |          |
| K-1 a squadre | Francia Anne Boixel Myriam Jerusalmi Isabelle Despres |          | Regno Unito Lynn Simpson Rachel Crosbee Heather Corrie |          | Germania Evi Huss Elisabeth Micheler-Jones Gordula Striepecke |          |

## Medagliere
| Posizione | Paese       | Oro | Argento | Bronzo | Totale |
| --------- | ----------- | --- | ------- | ------ | ------ |
| 1         | Germania    | 3   | 1       | 3      | 7      |
| 2         | Francia     | 1   | 3       | 1      | 5      |
| 3         | Regno Unito | 1   | 1       | 1      | 3      |
| 4         | Stati Uniti | 1   | 1       | 0      | 2      |
| 5         | Rep. Ceca   | 1   | 0       | 1      | 4      |
| 6         | Polonia     | 1   | 0       | 0      | 1      |
| 7         | Croazia     | 0   | 1       | 0      | 1      |
| 7         | Slovenia    | 0   | 1       | 0      | 1      |
| 9         | Slovacchia  | 0   | 0       | 2      | 2      |
| Totale    | Totale      | 8   | 8       | 8      | 24     |